# Heuneburg (Fischbachtal)
Die Heuneburg ist eine ehemalige Ringwallanlage in der heutigen Gemeinde Fischbachtal im südhessischen Landkreis Darmstadt-Dieburg im nordwestlichen Teil des Odenwaldes, deren Entstehung und Nutzung der Völkerwanderungszeit zugeschrieben wird, nachdem ihr Ursprung bis Ende des 20. Jahrhunderts in der Latènezeit angenommen wurde. Sie ist nicht zu verwechseln mit der Heuneburg als vor- und frühgeschichtliche Höhensiedlung in Herbertingen in Baden-Württemberg.

## Geographie
Die Heuneburg befindet sich auf dem Gipfelplateau der Altscheuer in 376,2 m Höhe über Normalhöhennull im Vorderen Odenwald. Der Ringwall ist Teil der Gemarkung Lichtenberg, wird von Nordwesten her aber auf drei Seiten von der Gemarkung Rodau umschlossen.
Nördlich liegt die Quelle des nach Norden zum Rodauer Bach abfließenden Bierbachs am Südwest-Nordost verlaufenden Bergrücken der Altscheuer. Westlich grenzt das Tal des Hottenbaches mit dem alten Hottenbacher Hof an, nordöstlich über eine Scharte liegt der Ort Lichtenberg, nach Osten das südwestlich bis nordöstlich angrenzende Fischbachtal mit dem Ort Niedernhausen. 
Nur wenige Gehminuten südöstlich der Wallanlage befinden sich die Quellen Alter Lichtenberger Brunnen und Steinbruchbrunnen, von namenlosen zum Fischbachtal abfließenden Bächen, die vermutlich einst die Wasserversorgung der Höhenbefestigung darstellten, denn innerhalb der Wallanlage findet sich keine Wasserquelle oder Zisterne.
Die Geologie weicht auf der Altscheuer leicht von der am Lichtenberger Schloss ab, das auf Granit steht. Auf der Altscheuer, die zur Flasergranitoidzone im Kristallinen Odenwald gehört, finden sich noch weitere Varietäten, wie Diorite und Granodiorite. Anlage und Bergrücken sind Teil des Natura2000-Gebiets Buchenwälder des Vorderen Odenwaldes. An seinem Nordwesthang befindet sich das geologische Naturdenkmal des Granitfelsen-Felsenmeer Steingeröll. Gruppen von solchen Steinblöcken befinden sich auch innerhalb der Wallanlage. Diese Granitblöcke wurden dann auch für den Bau der Ringmauer benutzt.

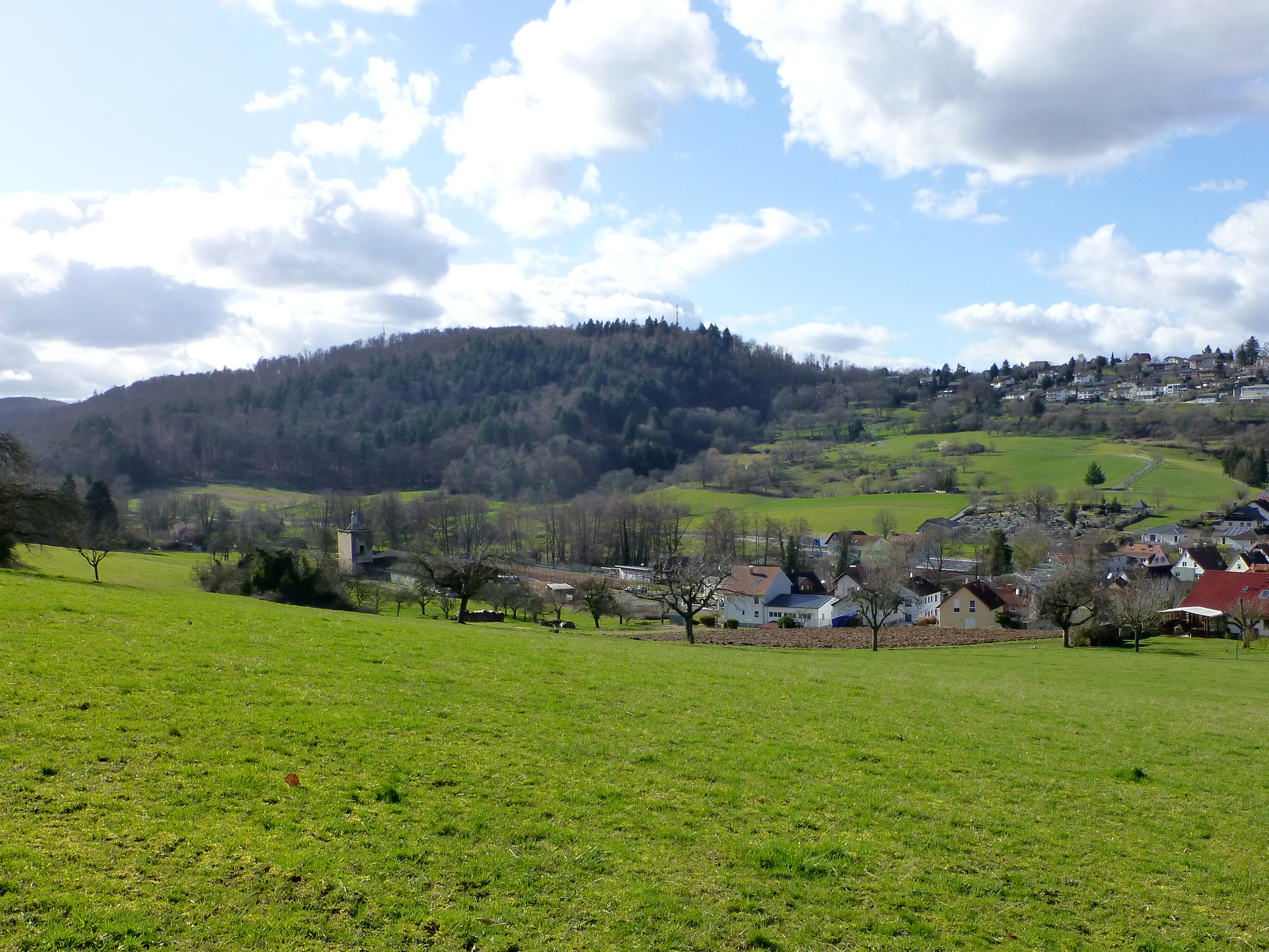
Der bewaldete Bergrücken der Altscheuer aus nordöstlicher Richtung
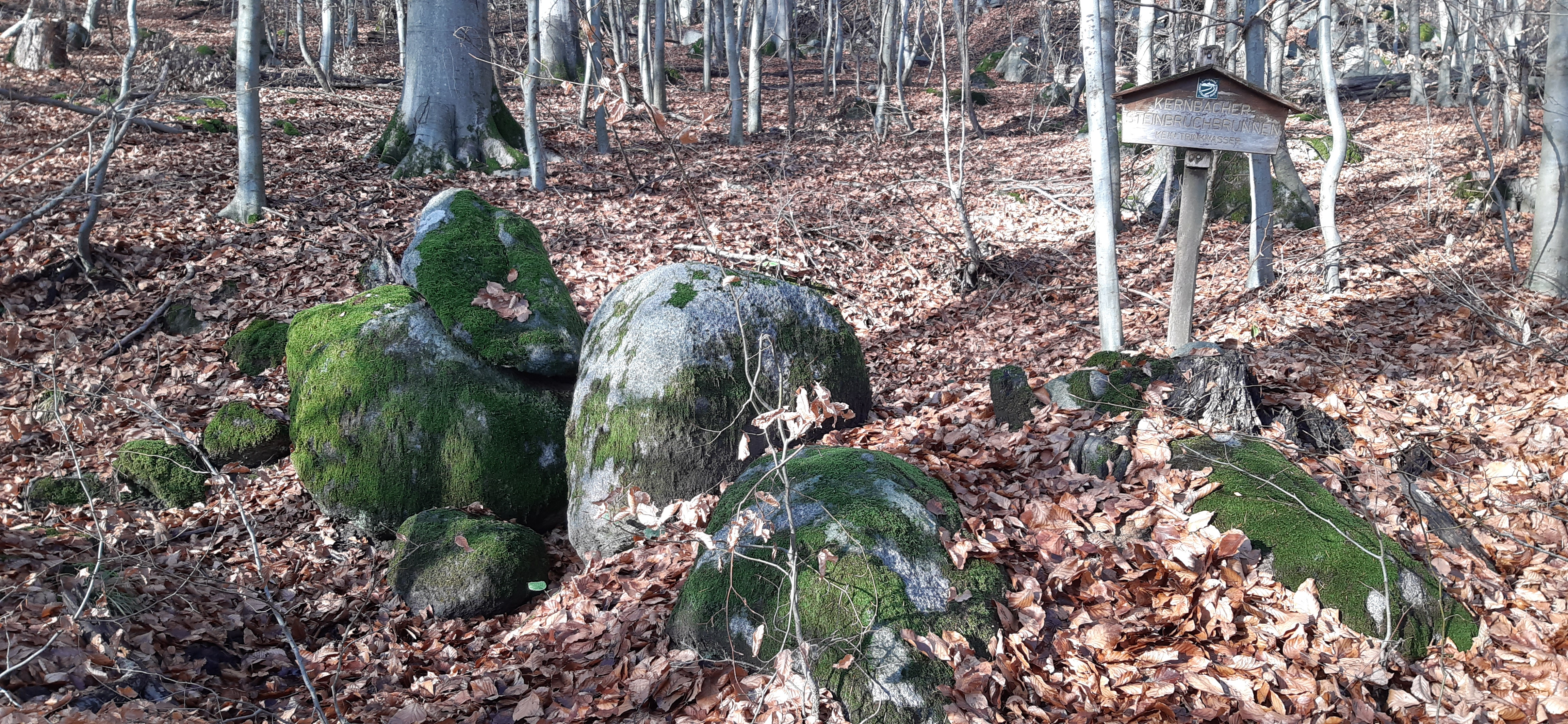
Das 1859 gefasste Mundloch des Alten Lichtenberger Brunnens (vorher Kernbachbrunnen oder Alter Hainbronnen)
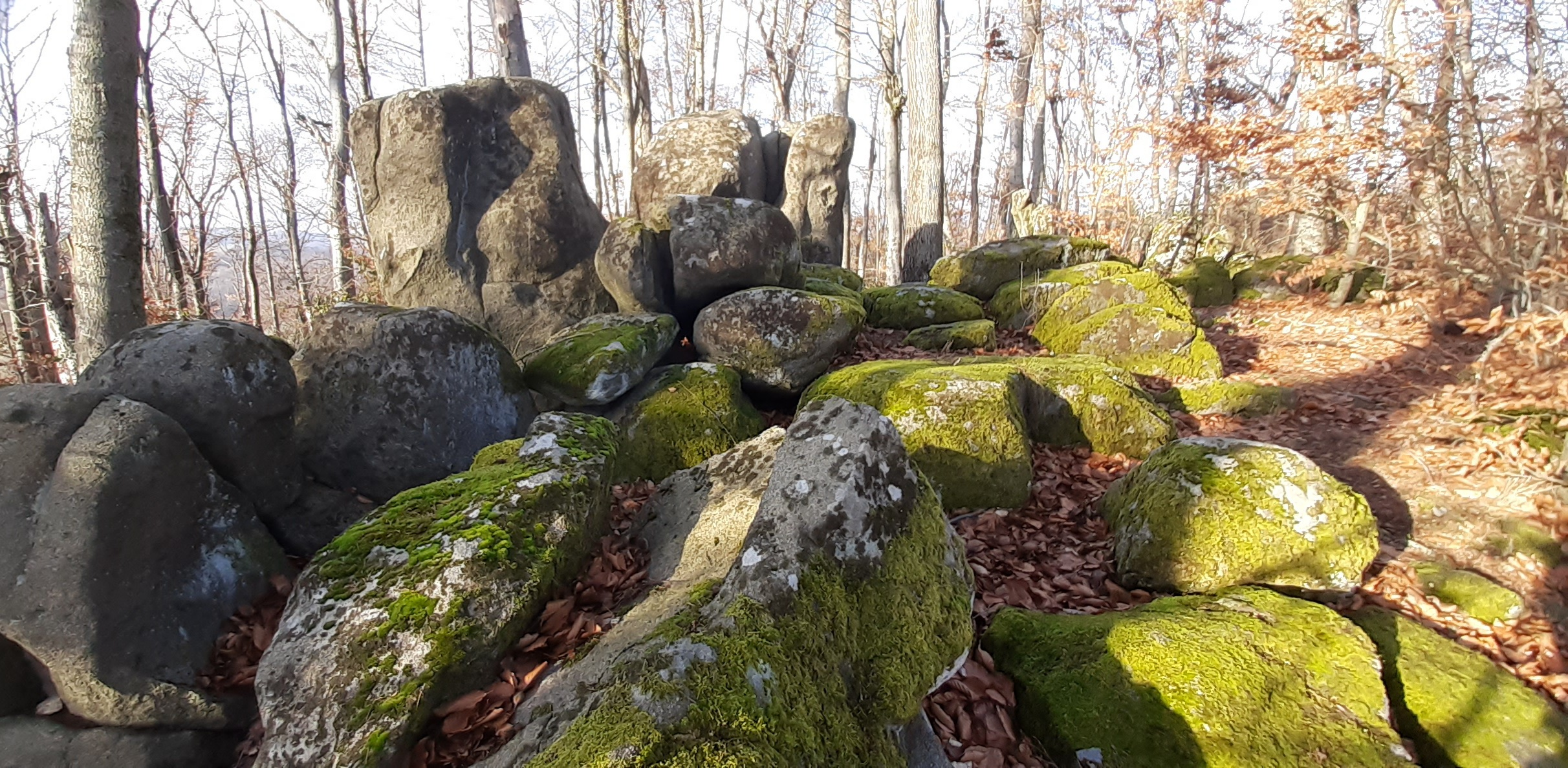
Felsformationen auf dem Burgplateau am Rand des westlichen Ringwalls

## Geschichte und Erforschung der Anlage

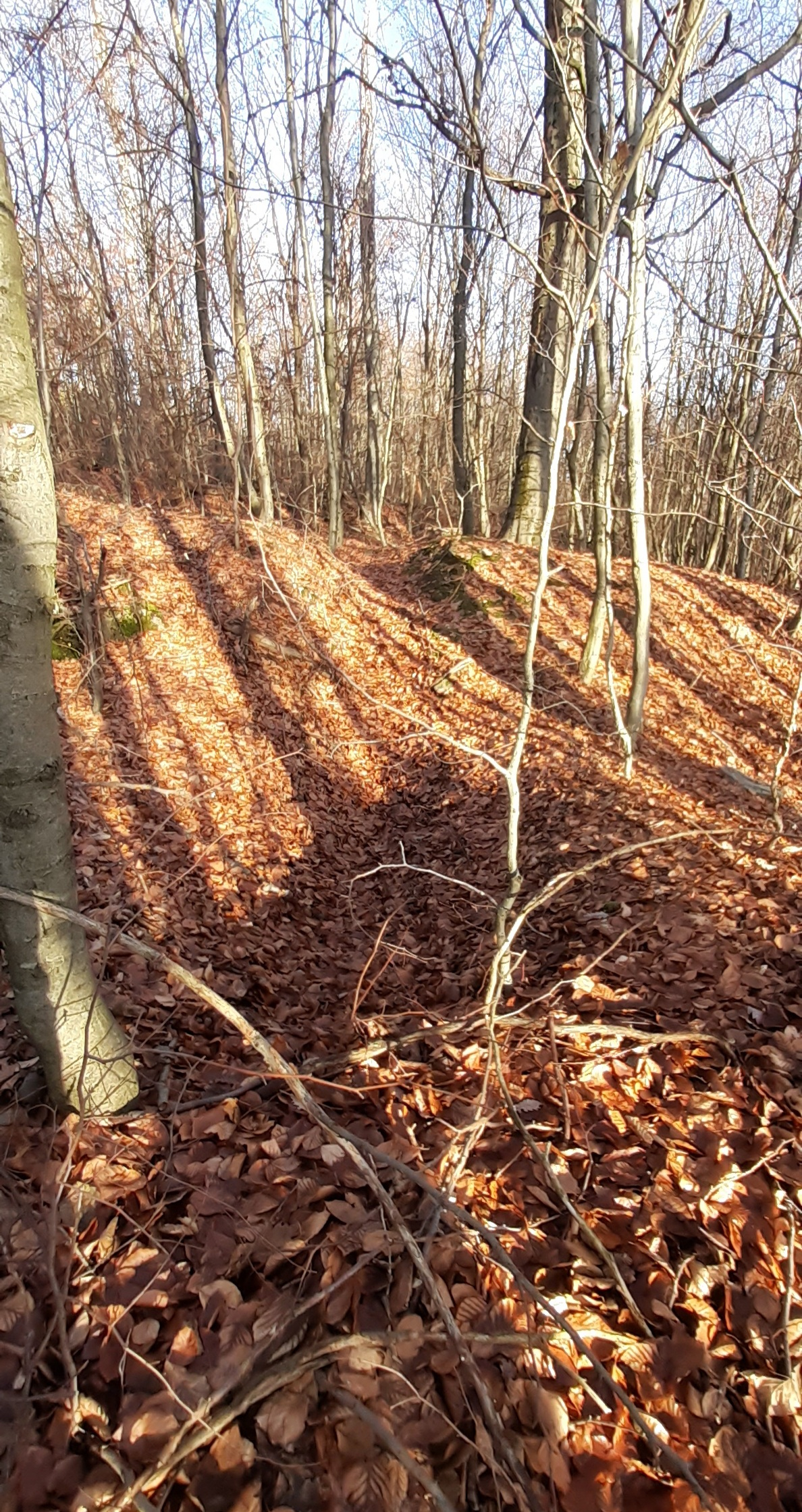
Teil des südlichen Abschnittswalles mit Schnitt einer Grabung um 1900

Die Anlage wurde erstmals im Jahre 1589 als „Quirnburg“ im Urbar des Amtes Lichtenberg erwähnt.
Erste Untersuchungen am Wall fanden zwischen 1842 und 1843 durch Johann Friedrich Knapp aus Darmstadt statt, sind aber kaum dokumentiert. Bruchstücke einer Handmühle aus Sandstein und grobe Reste von tellerartigen Tongefäßen werden bei Kofler als Funde dieser Ausgrabungen beschrieben.
Eine Untersuchung durch Friedrich Kofler vor 1888 scheint Wallschnitte beinhaltet zu haben. Er beschrieb die typische Form einer Erdaufschüttung an der Innenseite des Hauptwalles, wie sie für viele eisenzeitliche Wallbefestigungen typisch war. In seiner Beschreibung ließ er eine Beurteilung als Pfostenschlitzmauer oder als gesetzte Steinmauer mit verkeilten Steinen zur Stabilisierung offen. Kofler nannte auch den zweiten im Osten und Süden vorgesetzten Abschnittswall, dabei fasste er den Annexwall im Süden nur als rechtwinkligen Abschluss des vordersten Abschnittswalles auf. Da keine Quellfassung im Innern der Wallanlage gefunden wurde, sah er zwei größere Vertiefungen in den Wällen im Kernplateau als mögliche Regensammler an. Kofler gab an, noch zwei Tore in der Wallanlage gefunden zu haben, von denen jedes mit einem Vorhof mit Wall und Graben geschützt gewesen sei.
Nach dem Prähistoriker und Archäologen Eduard Anthes (1917) war der Hauptwall eine rund 3 m starke Trockenmauer, die ohne Fundament auf den Fels gesetzt wurde. Aus der eingestürzten Lage der teils noch mit 50 cm Länge beschriebenen Hauptsteine der Mauer schloss er auf eine Pfostenschlitzmauer, ohne die Hohlräume, wegen der Kürze der Untersuchung, nachgewiesen zu haben. Aufgrund des gelegten Schnittes schlussfolgerte er, dass die Mauer komplett aus Steinen gesetzt war und keine spezielle Verblendung der Vorderseite aufwies. Er stellte bei seinen Untersuchungen regelmäßige Erhöhungen der Wallkrone fest, unter denen er größere Oberbauten vermutete. Anthes verwies auf Funde von um 1902 nördlich vor dem Wall von Resten von „Lavamühlsteinen“, wie sie 60 Jahre vorher auch im Innern der Anlage gefunden worden waren. Hans H. Weber beschreibt dies als urgeschichtliche Mühlsteine aus Eifellava. Reste einer Pflugsech und Münzen seien ins örtliche Heimatmuseum gekommen, ihr Verbleib aber schon nicht mehr ermittelbar. Anthes verwies auf die 70 Jahre vorher gefundene Goldmünze von Domitian, die er in Zusammenhang mit gefundenen Keramikresten aus grober örtlicher Produktion und anderer Reste römischen Ursprungs setzte. Die römischen Funde vom Typ Niederbieber IV 113 (tellerartiger Kumpen) und III 89 (großer rauhwandiger Topf) sowie Fundresten einer Reibschüssel wies er der späten römischen Kaiserzeit zu. Anthes bezeichnete die Ringwallanlage als vorgeschichtlich mit späterer römischer Besiedlung und setzte sie mit den Anlagen auf dem Dünsberg und dem Heiligenberg gleich.
Eine weitere Untersuchung wurde vom Prähistoriker Friedrich Behn um 1923 durchgeführt, der zu gleichen Schlussfolgerungen kam. Er muss, neben weiteren Ausgrabungen, den Torbereich im Osten näher untersucht haben und beschreibt, analog Friedrich Kofler, zwei Tore, denen je ein nierenförmiges Werkchen (Torhaus) vorgebaut, das nach außen noch durch einen Graben verstärkt ist.
Diesen Deutungen der Wallanlage wurde bis Ende des 20. Jahrhunderts nicht widersprochen.
Erst spätere Neubewertungen der letzten Jahrzehnte mit alamannischen Fundstücken, haben zu einer Deutung der Anlage als die einer alamannischen Befestigung und Höhensiedlung geführt. Die Funde werden als handgemachte Keramik, Rädchensigillata und ein Kerbschnittgürtel erwähnt. Die Anlage wird als ovaler 3,5 ha großer Ringwall mit Vorburg des 4./5. Jahrhunderts und als karolingische Burg beschrieben. Alle Schlussfolgerungen zu einer alamannischen Höhensiedlung beruhen aber an der Heuneburg nur auf Einzelfunden.
Bewertung
Anhand der wenigen datierbaren Bodenfunde wird die Entstehung des Ringwalls heute für die erste Hälfte des 4. Jahrhunderts und eine Nutzung bis in die erste Hälfte des 5. Jahrhunderts vermutet, als Alamannen in dieser Gegend siedelten. Von der einstigen Annahme, es handele sich um eine Anlage keltischen Ursprungs, ist die Archäologie inzwischen abgewichen. Ausgrabungen in der Mitte des 19. Jahrhunderts erbrachten auch eine römische Goldmünze aus der Zeit von Domitian oder Vespasian. Keine Beachtung findet bisher, dass die Ähnlichkeit der Ringwallstruktur (Ringwall mit umgreifenden Abschnittswällen und Annexen) mit anderen latènezeitlichen Anlagen, sowie flavierzeit- (Münze), spätkaiserliche (Keramiken) und spätantike bis alamannische Funde (Keramiken, Argonnensigillata) auch Zeichen einer nahezu durchgehenden Besiedlung des Bergrückens darstellen könnten.

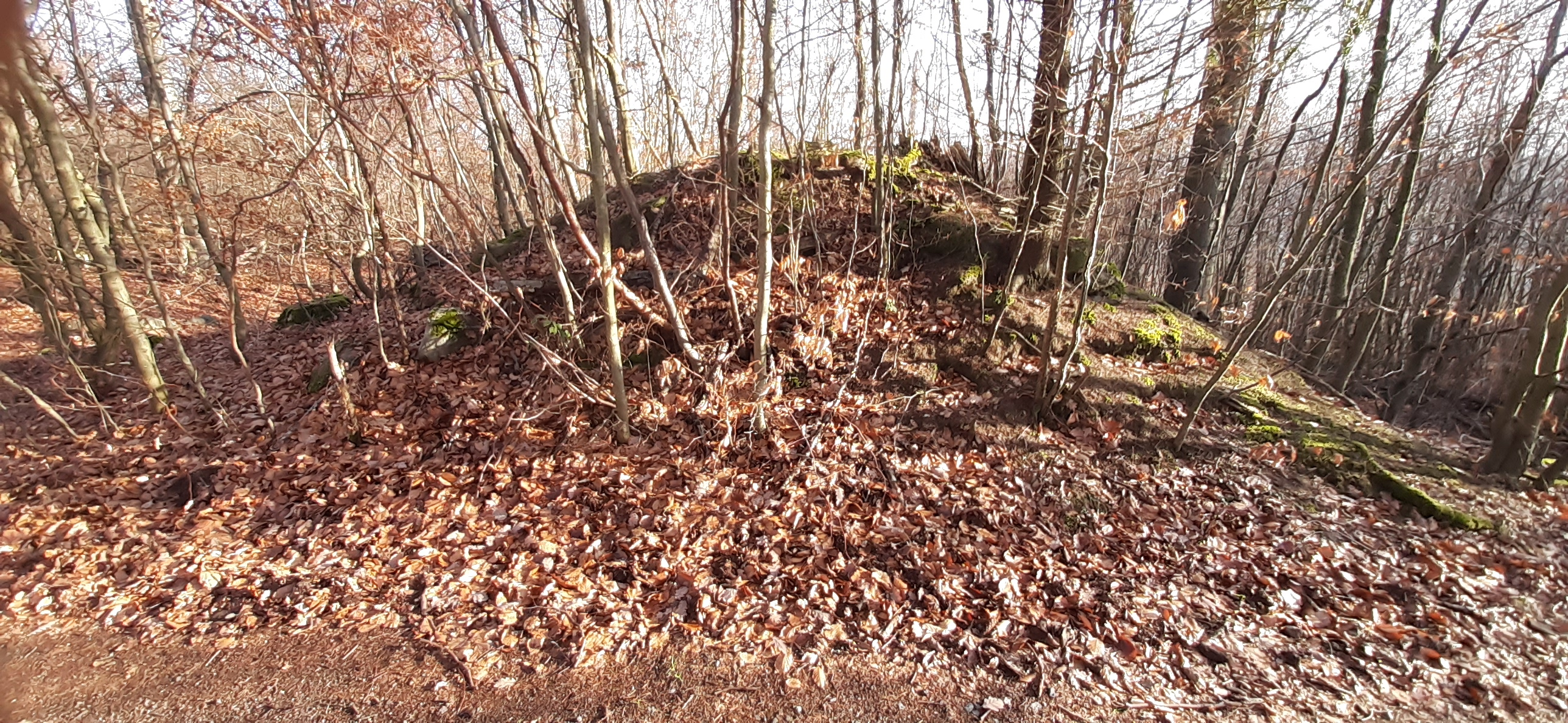
Walldurchstich im südlichen neuzeitlichen Zugang
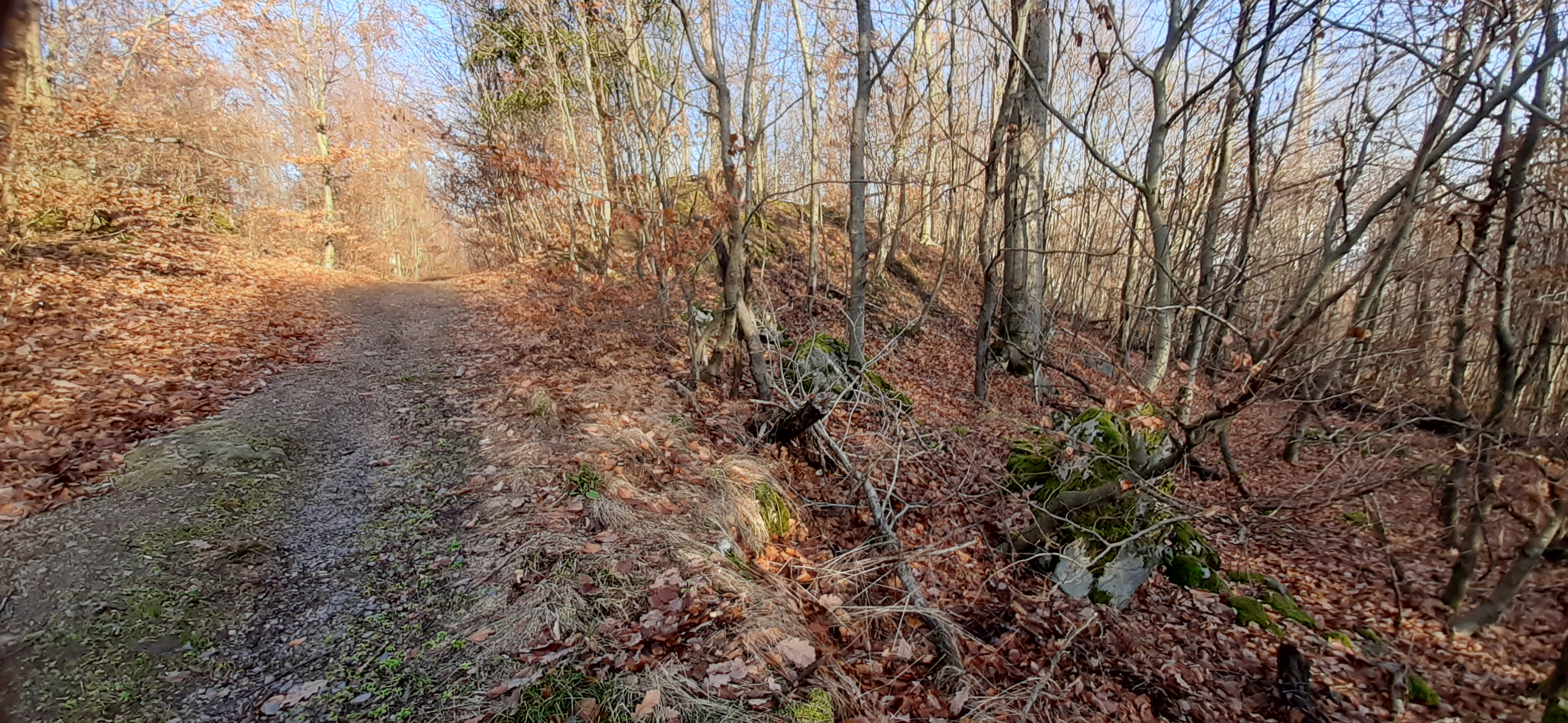
Der Ringwall am südlichen Zugang
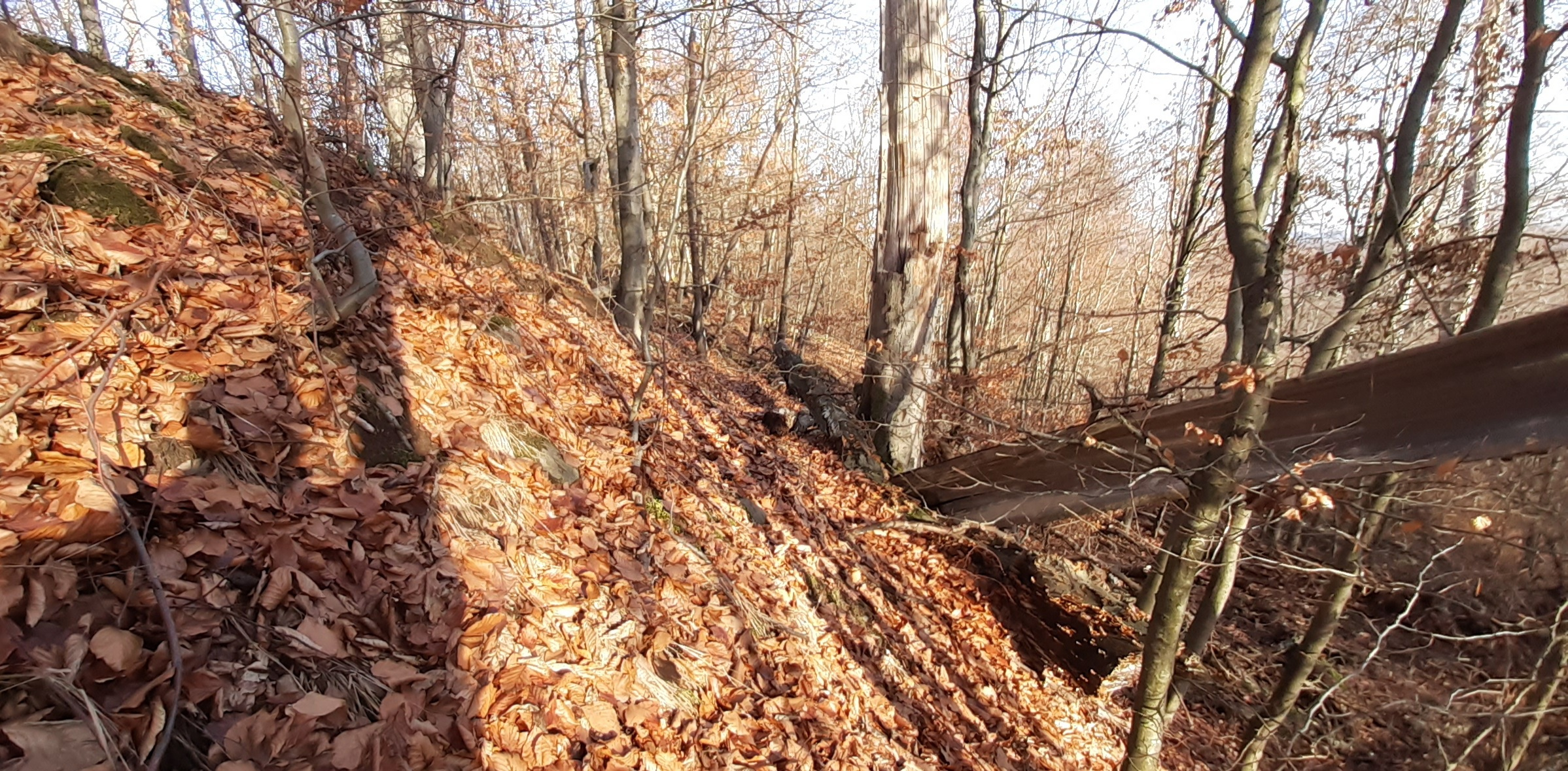
Außenseite des Ringwalls im Osten
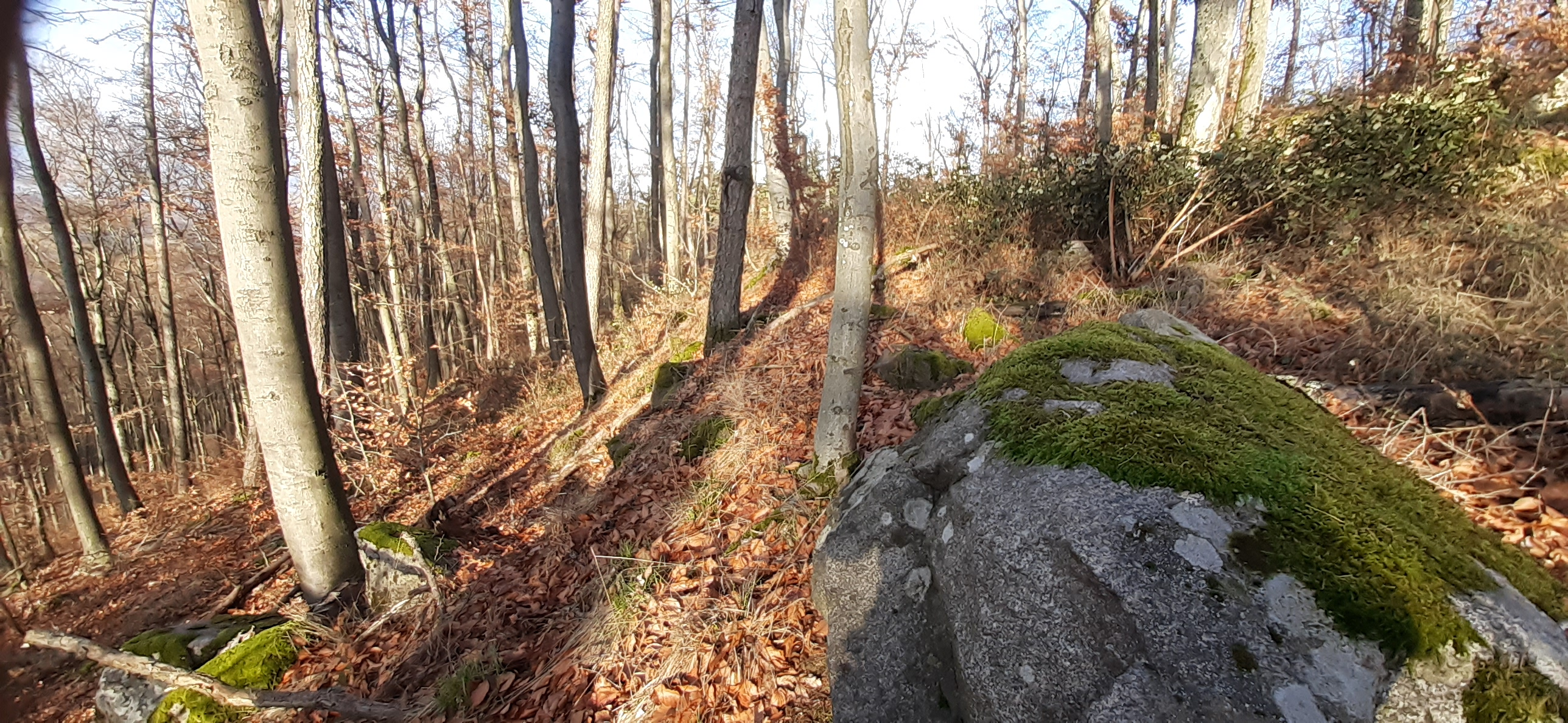
Der schwache Ringwallverlauf im Westen am Steilabfall ins Tal des Hottenbaches (Kernbachtal)
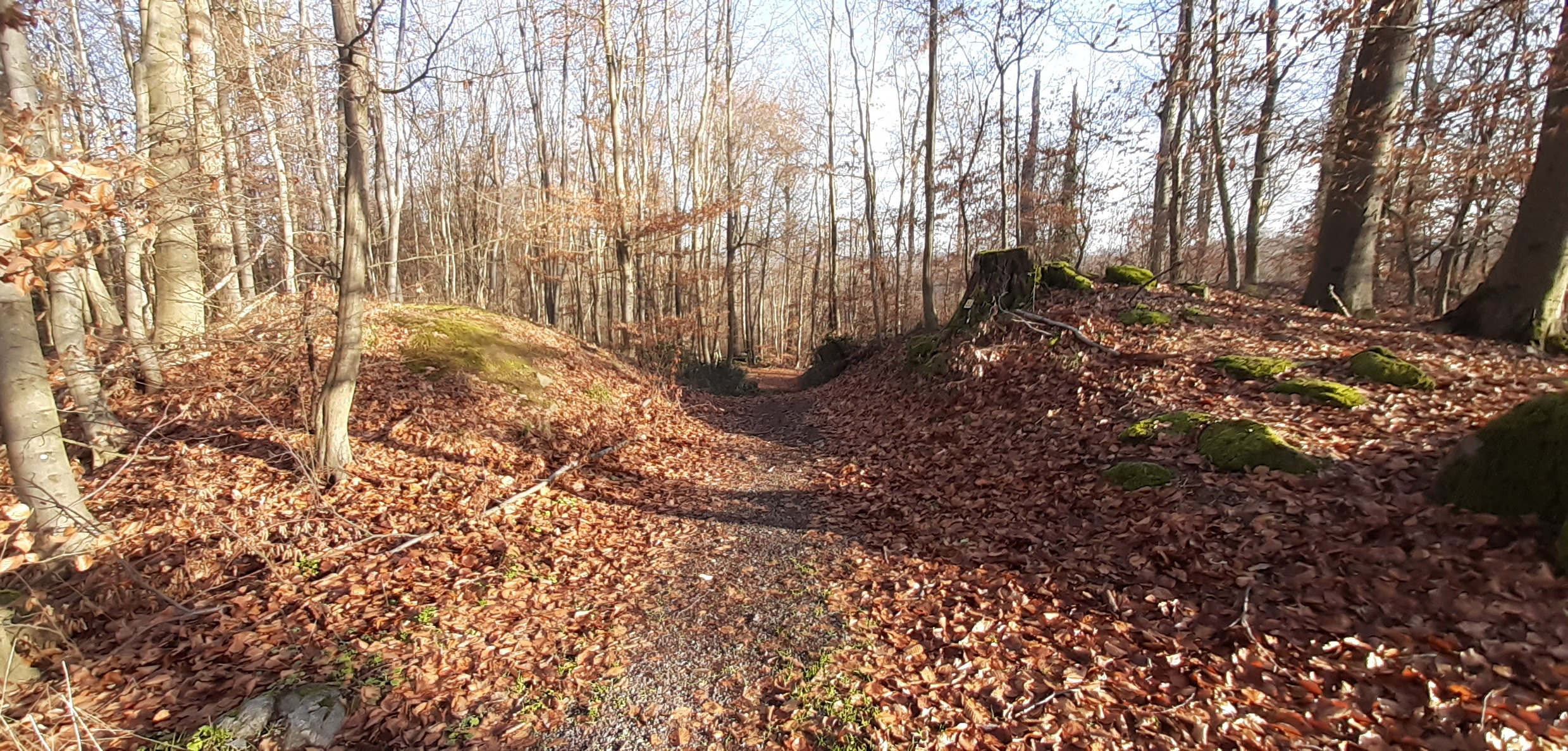
Zugang im Osten (ehemaliges Zangentor, Blick nach außen)
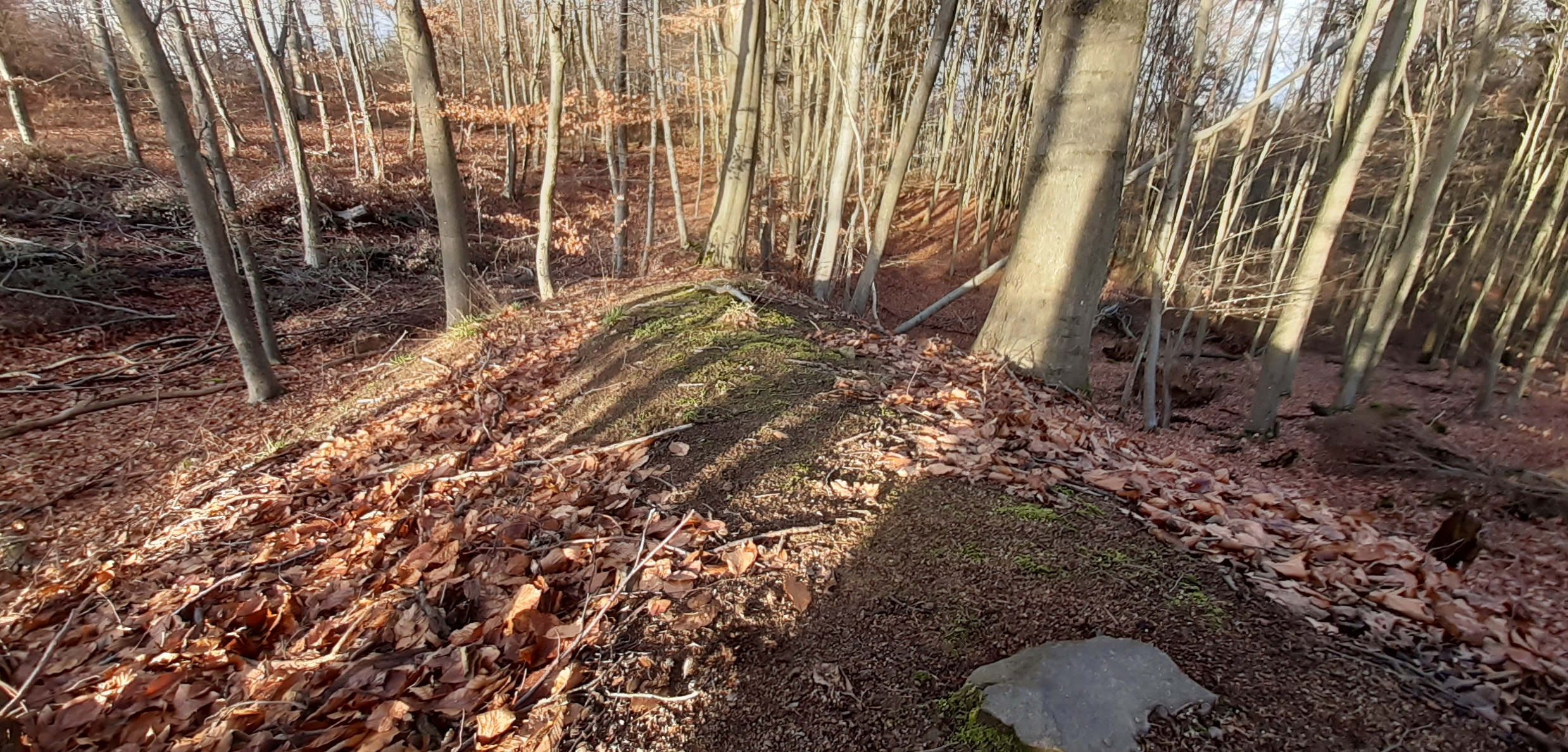
Nordöstlicher Verlauf des Ringwalles
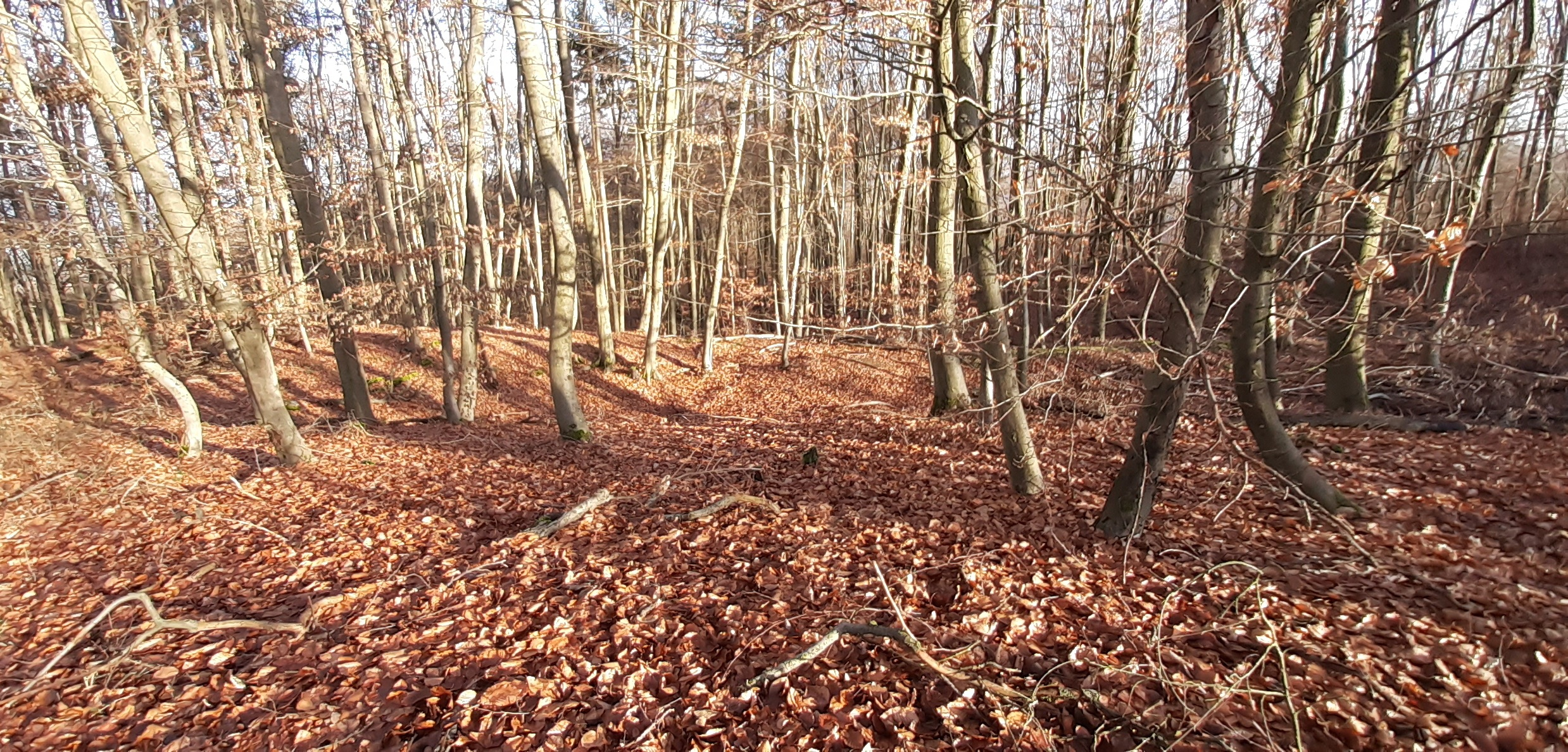
Reste des nordöstlich vorgelagerten Abschnittswalles

## Beschreibung
Die um die Gipfel des Altscheuer liegende ovale Wallanlage hat etwa 180 m Südsüdwest-Ostnordost- und etwa 120 m Westnordwest-Ostsüdost-Ausdehnung. Östlich, südlich und westlich ist der innere Ring von einem Spitzgraben umgeben, der zu Beginn des 20. Jahrhunderts noch zwischen drei bis vier Meter breit und ein bis zwei Meter tief war. Im Norden, bedingt durch den Steilabfall ins Tal, fehlt dieser. Der noch durchgehende innere Ringwall umschließt den vermessenen Reliefdaten nach eine Fläche von 1,57 ha. Mit den Abschnittswällen und dem Annex ergibt sich eine Gesamtfläche von etwa 3,2 ha für die gesamte Wallanlage. Sie zählt damit zu den kleineren Ringwallanlagen.
Von Norden östlich umfahrend bis nach Südwesten liegt ein erster schwächerer Abschnittswall etwa 20 bis 50 m vor dem Ringwall. Da dieser nur an der Sattel- und Zugangsseite im Osten noch sichtbar ausgebildet war, wurde dieser Bereich von Kofler, Anthes und Behn als Vorwerk zur Sicherung des Tores gedeutet. Aus heutigen Reliefdaten wird aber sichtbar, dass er die Anlage zu drei Vierteln umzog, um die drei einfachsten Zugangsseiten im Osten, Süden und Westen zusätzlich zu schützen.
Diesem ist ein weiterer von Osten nach Süden vorgelagert, wobei er nach Süden in die Böschung eines neuzeitlichen Weges übergeht und von diesem stark zerstört wurde. Vom ersten Abschnittswall zweigt im Süden Y-förmig ein weiterer Annexwall ab, der sich in Reliefdaten bis zum Ende des zweiten Abschnittswalles verfolgen lässt und die südliche Sattelseite des Bergrückens zusätzlich schützte. Hier sind noch deutlich zwei alte Grabungsschnitte der Grabungen von Kofler oder Behn zu sehen.
Ein Zangentor befand sich im Osten, ein weiterer Zugang im Südwesten soll neuzeitlich sein, ist aber nicht archäologisch untersucht.
Die Anlage ist vom Parkplatz Heuneburg im Südwesten von Lichtenberg aus zu erreichen. Es existieren Rundwanderwege und ein „Geografisch-Historischer Lehrpfad“ der mit Infotafeln die Anlage beschreibt. Seit Längerem finden sich auf dem Gipfelplateau esoterische Steinkreise, deren Vielzahl die Struktur der Wälle und möglicher Befunde nachhaltig beeinträchtigt.

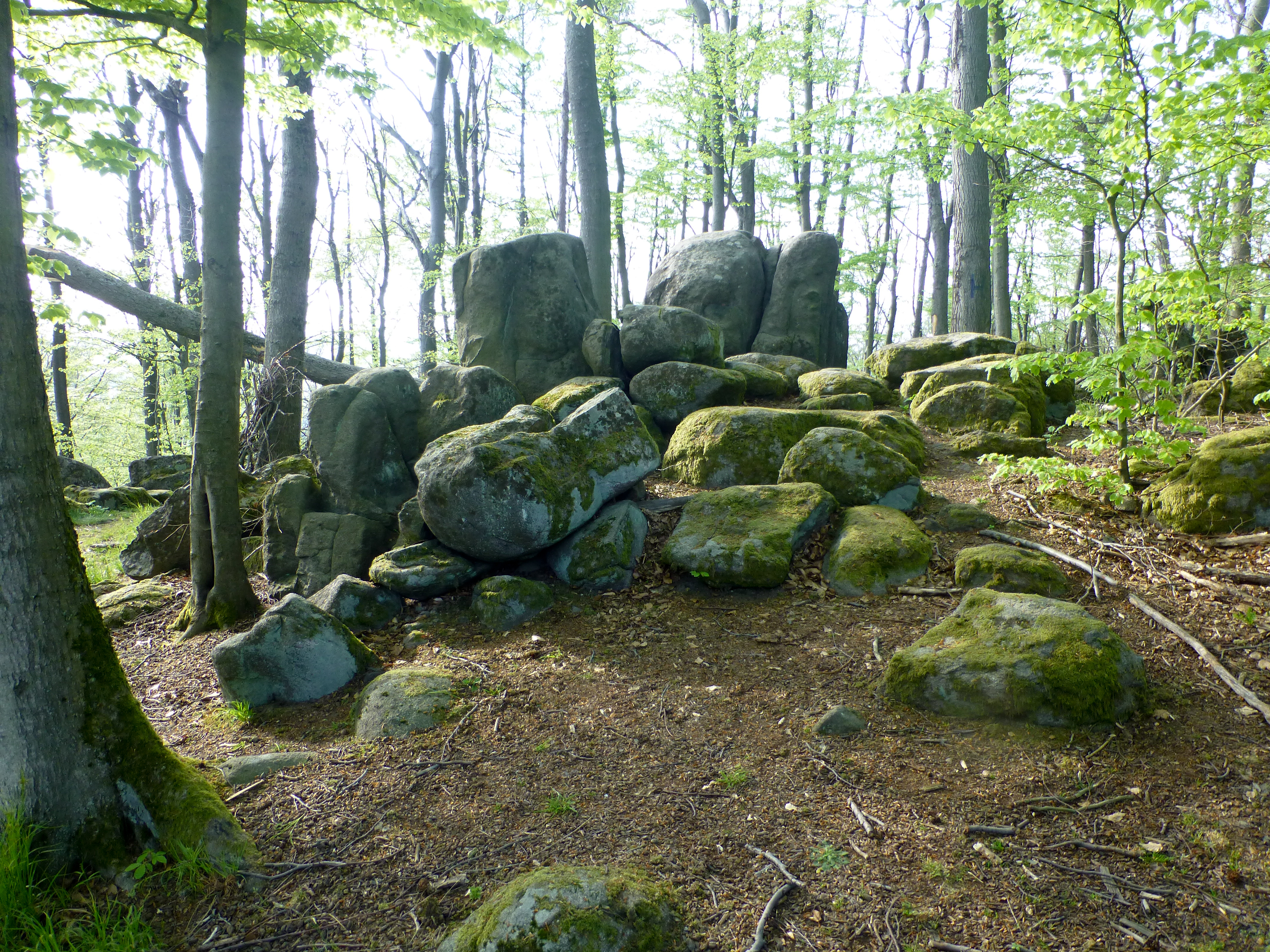
Felsformation im Bereich der Heuneburg
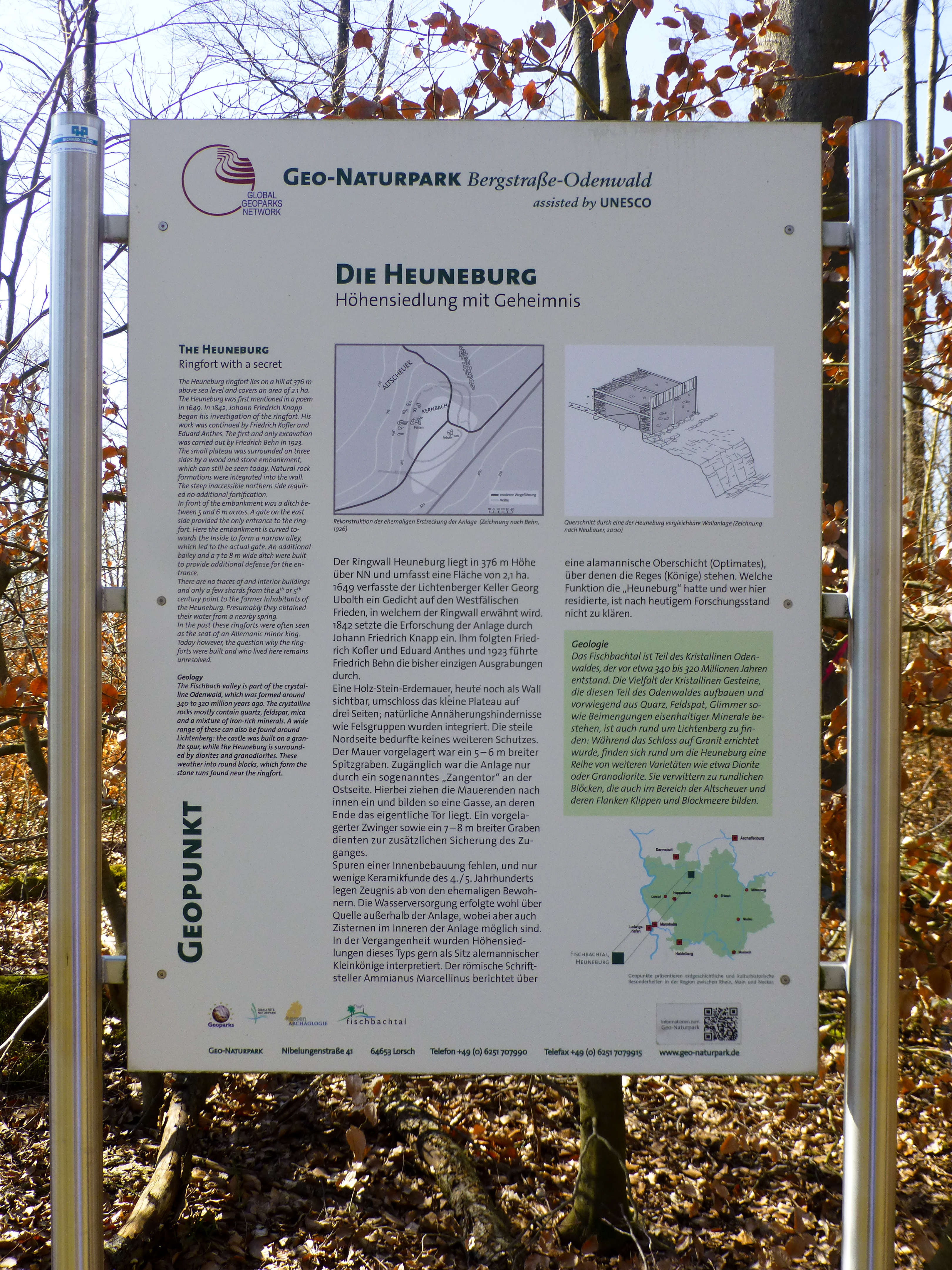
Informationstafel (2020)
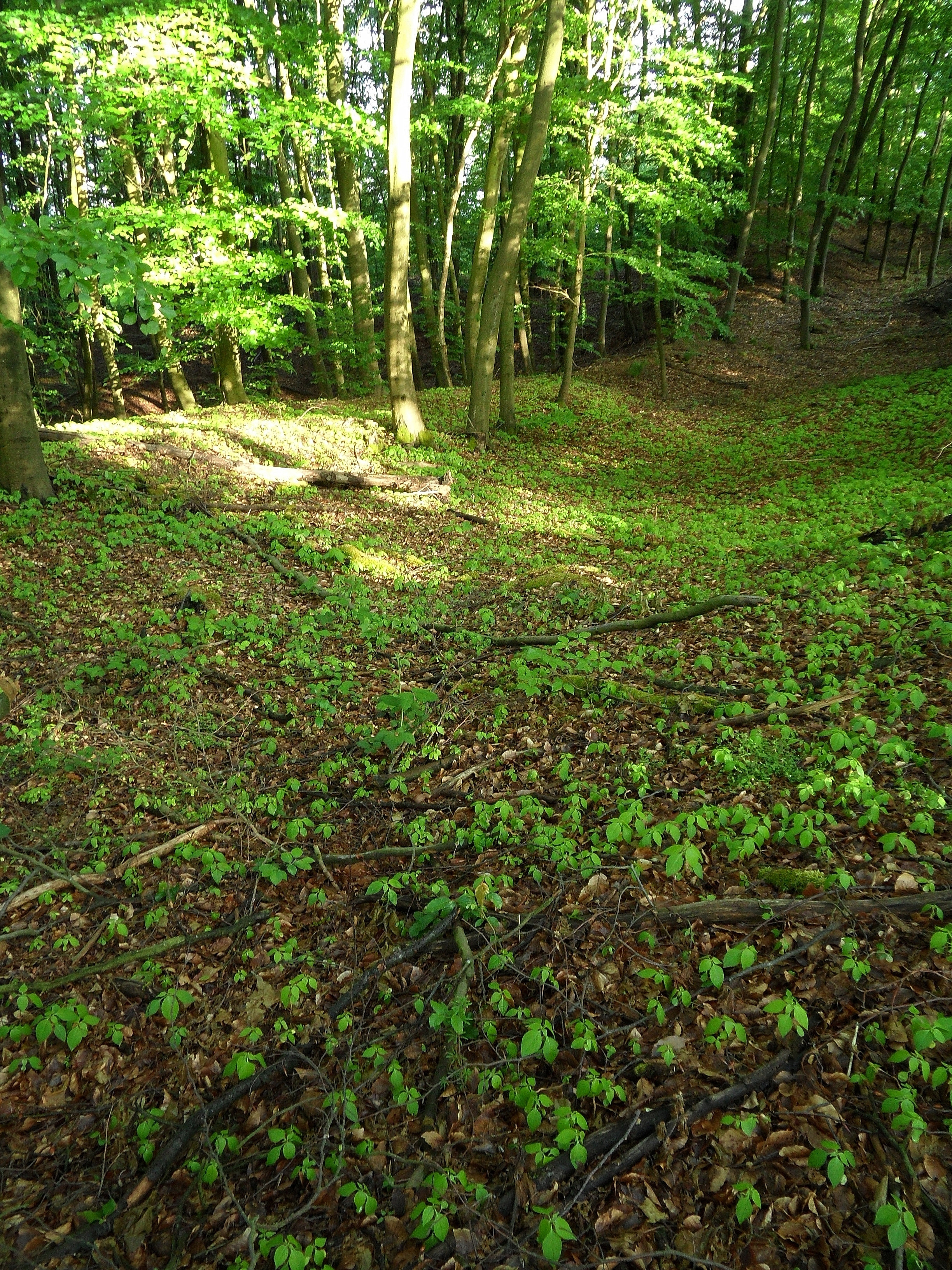
Ringwall, nördlicher Bereich
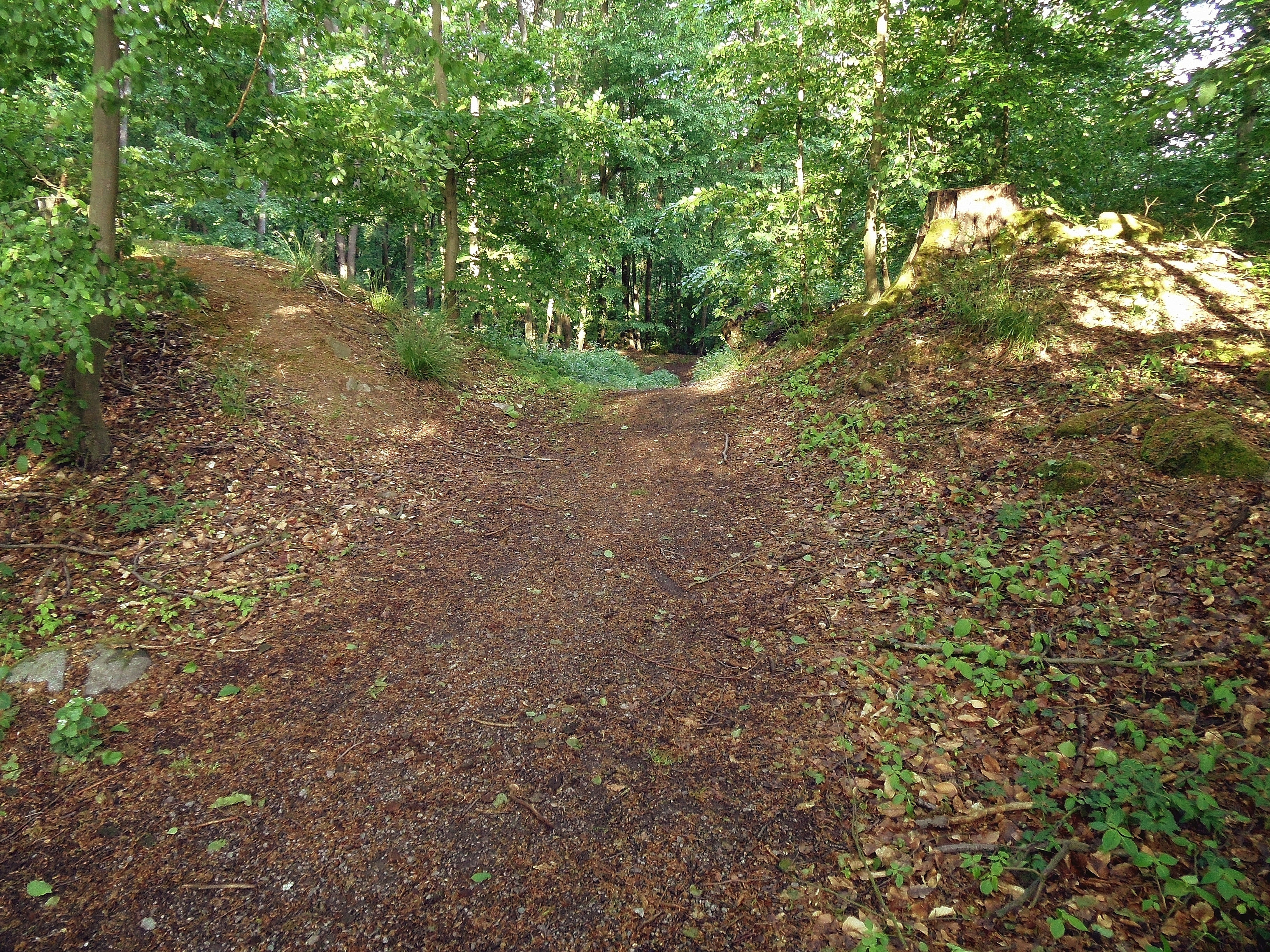
Reste der Toranlage im Osten
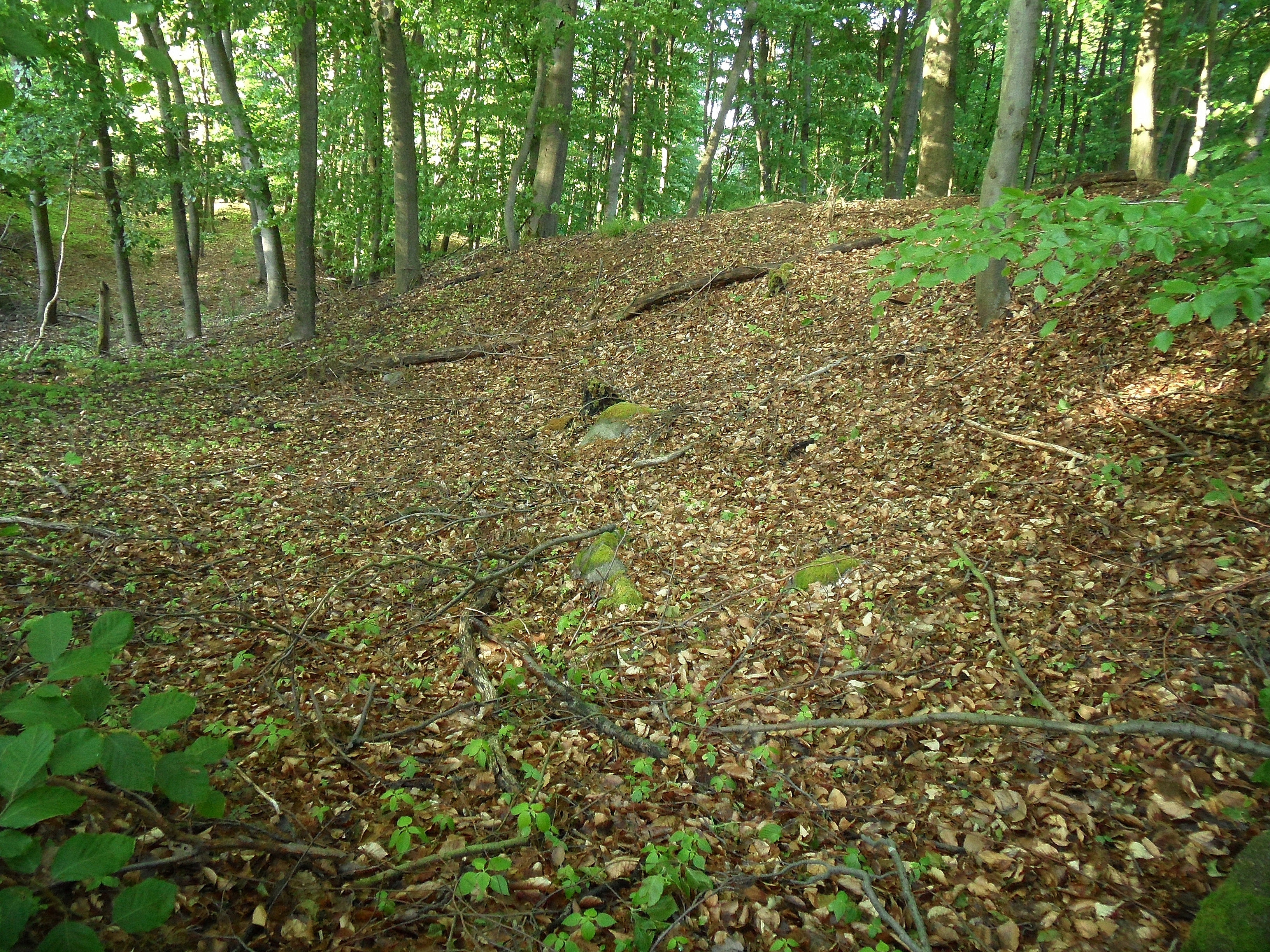
Ringwallreste, südlicher Außenbereich
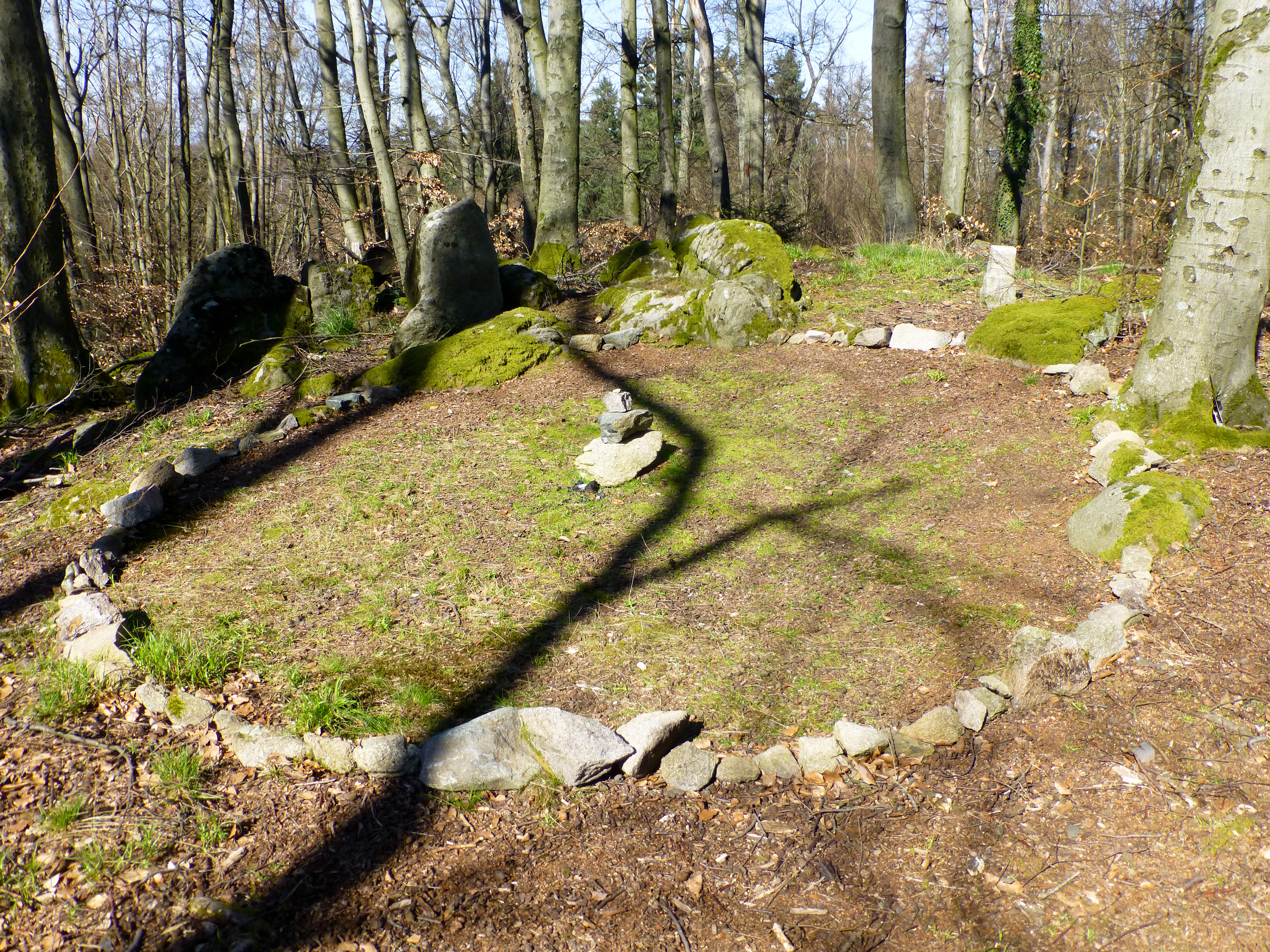
Steinkreis (2020)